# Rupan Sansei - Umi ni kieta hihō
Rupan Sansei - Umi ni kieta hihō (ルパン三世 海に消えた秘宝? lett. "Lupin III - Il tesoro perso in mare") è un videogioco d'azione, prodotto e sviluppato da Asmik Ace, basato sulla popolare serie Lupin III di Monkey Punch.

## Doppiaggio
| Personaggio               | Doppiatore        |
| ------------------------- | ----------------- |
| Arsenio Lupin III         | Kan'ichi Kurita   |
| Daisuke Jigen             | Kiyoshi Kobayashi |
| Fujiko Mine               | Eiko Masuyama     |
| Goemon Ishikawa           | Makio Inoue       |
| Ispettore Koichi Zenigata | Gorō Naya         |

## Accoglienza
Rupan Sansei - Umi ni kieta hihō ha ottenuto un punteggio di 24/40 dalla rivista Famitsū, basato sulla somma dei punteggi (da 0 a 10) dati al gioco da quattro recensori della rivista.